# Parafia Niepokalanego Poczęcia Najświętszej Maryi Panny w Górze Kalwarii
Parafia pw. Niepokalanego Poczęcia Najświętszej Maryi Panny w Górze Kalwarii – parafia rzymskokatolicka w Górze Kalwarii. Obsługiwana przez księży Marianów.

## Historia
Parafia została erygowana w XIII wieku.

### Kościół parafialny
Kościół Niepokalanego Poczęcia Najświętszej Maryi Panny w Górze Kalwarii
Obecny kościół parafialny, pobernardyński, barokowy, został wybudowany w latach 1756–1759 według projektu Jakuba Fontany. Ufundowany przez Franciszka Bielińskiego. Kościół Niepokalanego Poczęcia NMP, wraz z całym zespołem klasztornym bernardynów, został wpisany do rejestru zabytków (nr rej.: 1016/364/62 z 5.03.1962).

### Kościoły filialne
Parafia posiada dwa kościoły filialne na terenie Góry Kalwarii:
- Kościół pw. Podwyższenia Krzyża Świętego
- Kościół pw. Wieczerzy Pańskiej